# Monture Canon FL

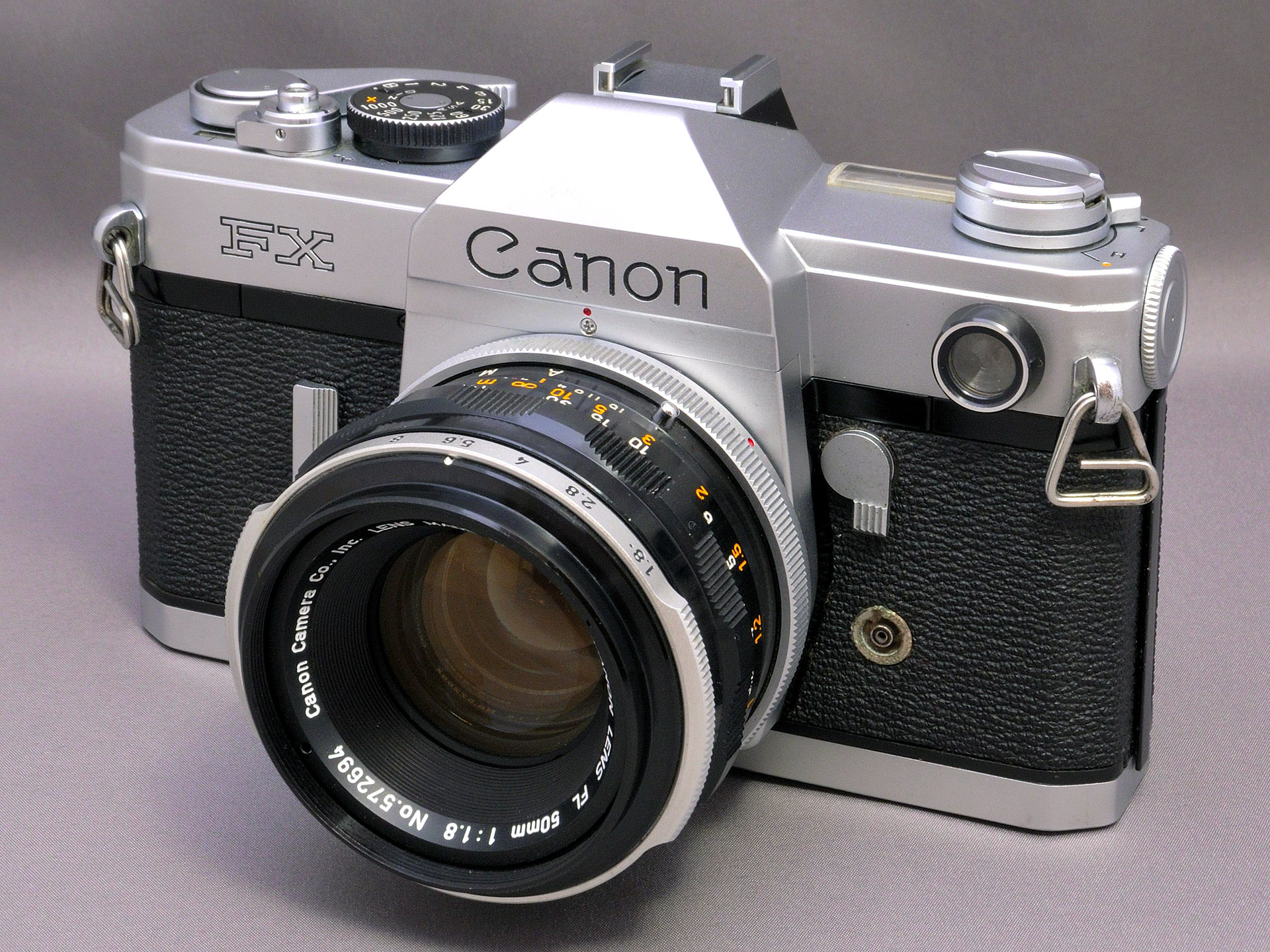
Canon FX avec un objectif FL 50mm f/1.8

La monture Canon FL est une monture qui fut utilisée sur certains reflex au format 35 mm de Canon. Elle fut introduite en avril 1964 sur le Canon FX, remplaçant la monture R. Elle conserve les mêmes tirage mécanique (42 mm) et diamètre interne (48 mm) que cette dernière. La monture FL fut elle-même remplacée en 1971 par la monture FD. Des objectifs à monture FL peuvent être montés sur des appareils à monture FD, moyennant la perte de mesure de la lumière à pleine ouverture.
Les appareils photo hybrides actuels peuvent utiliser des objectifs Canon FL moyennant un adaptateur. C'est intéressant pour les photographes voulant obtenir des photos avec du caractère et un look vintage, au détriment de la qualité d'image. Cependant, des appareils tels que les EOS M100, M6 et M5 avec un processeur d'image DIGIC 7 ont des outils avancés de correction d'aberration des objectifs, permettant d'obtenir des images nettes.

## Appareils à monture FL
- Canon FX (1964)
- Canon FP (1964)
- Canon Pellix (1965)
- Canon FT QL (1966)
- Canon Pellix QL (1966)
- Canon TL (1968)

## Objectifs à monture FL

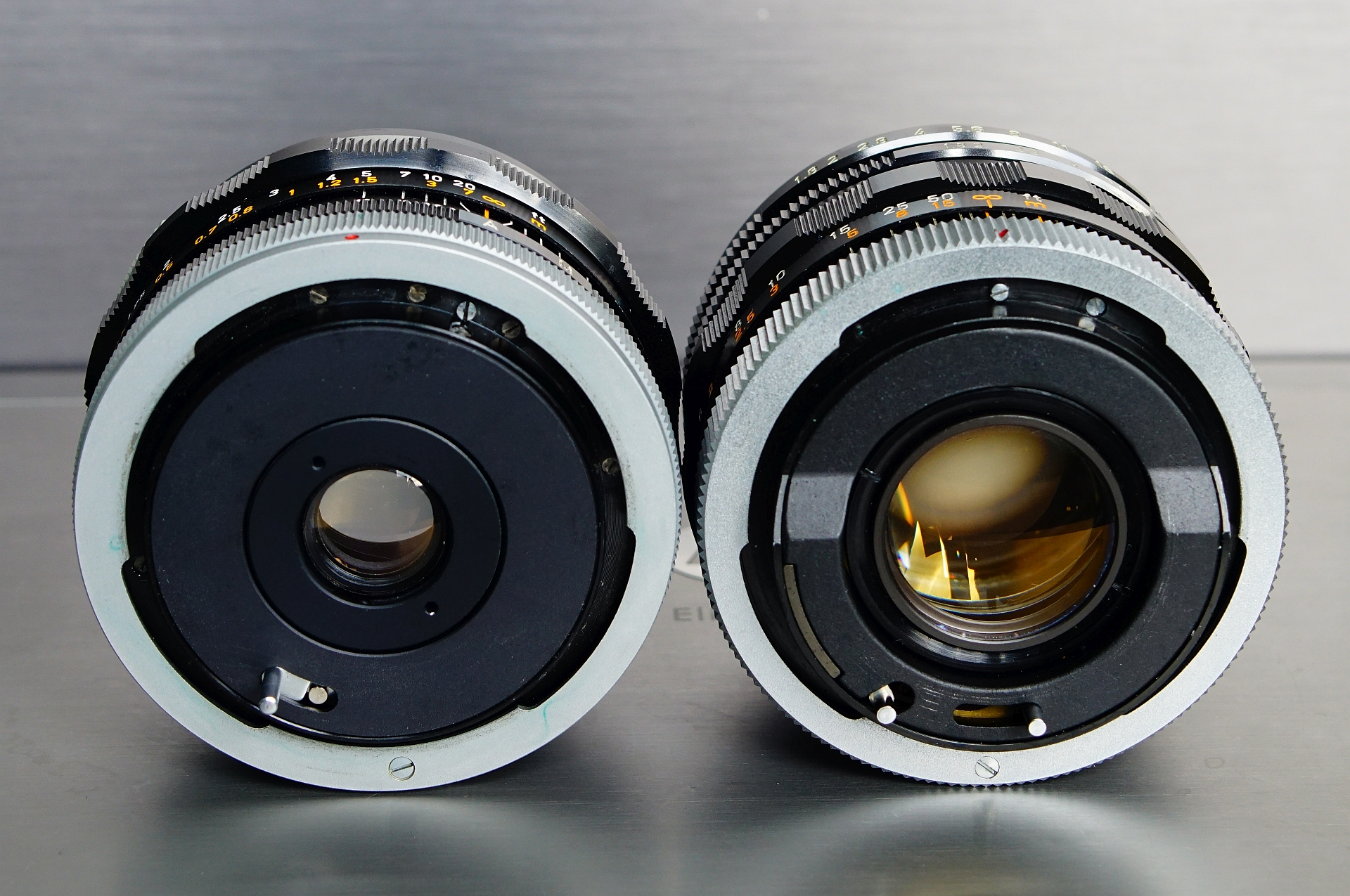
Vue arrière d'un objectif FL 28 mm et d'un objectif Super-Canomatic R 50 mm, montrant les couplages mécaniques pour l'ouverture.

Source :.

### Zoom
| Focales   | Ouverture max. | Macro |
| --------- | -------------- | ----- |
| 55-135mm  | 3.5 (1964)     | No    |
| 85-300mm  | 5 (1965)       | No    |
| 100-200mm | 5.6 (1966)     | No    |

### Grand angle (inférieur à 50 mm)
| Focale | Ouverture max. | Macro |
| ------ | -------------- | ----- |
| 19mm   | 3.5 (1964)     | No    |
| 19mm R | 3.5 (1965)     | No    |
| 28mm   | 3.5 (1966)     | No    |
| 35mm   | 2.5 (1964)     | No    |
| 35mm   | 3.5 (1968)     | No    |
| P 38mm | 2.8 (1965)     | No    |

### Standard (50–60mm)

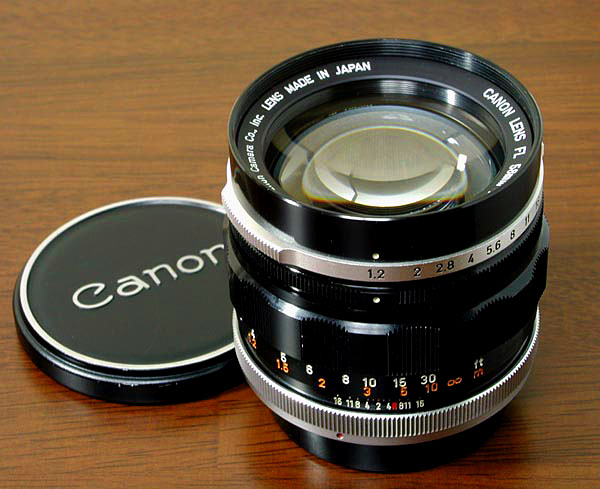
Un objectif FL 58mm f/1.2

Canon a sorti 3 'niveaux' d'objectifs standards (en dehors des macro). Les objectifs f/1.8 étaient petits et légers, les f/1.4 étaient la gamme moyenne et les f/1.2 étaient de niveau professionnel (haut de la gamme). 
| Focale  | Ouverture max. | Macro | Eléments |
| ------- | -------------- | ----- | -------- |
| 50mm    | 1.4 (1965)     | No    | 6        |
| 50mm I  | 1.4 (1966)     | No    | 6        |
| 50mm II | 1.4 (1968)     | No    | 7        |
| 50mm    | 1.8 (1964)     | No    | 6        |
| 50mm II | 1.8 (1968)     | No    | 6        |
| 50mm M  | 3.5 (1965)     | Yes   | 4        |
| 55mm    | 1.2 (1968)     | No    | 7        |
| 58mm I  | 1.2 (1964)     | No    | 7        |
| 58mm II | 1.2 (1968)     | No    | 7        |

### Téléobjectifs (au-dessus de 60 mm)

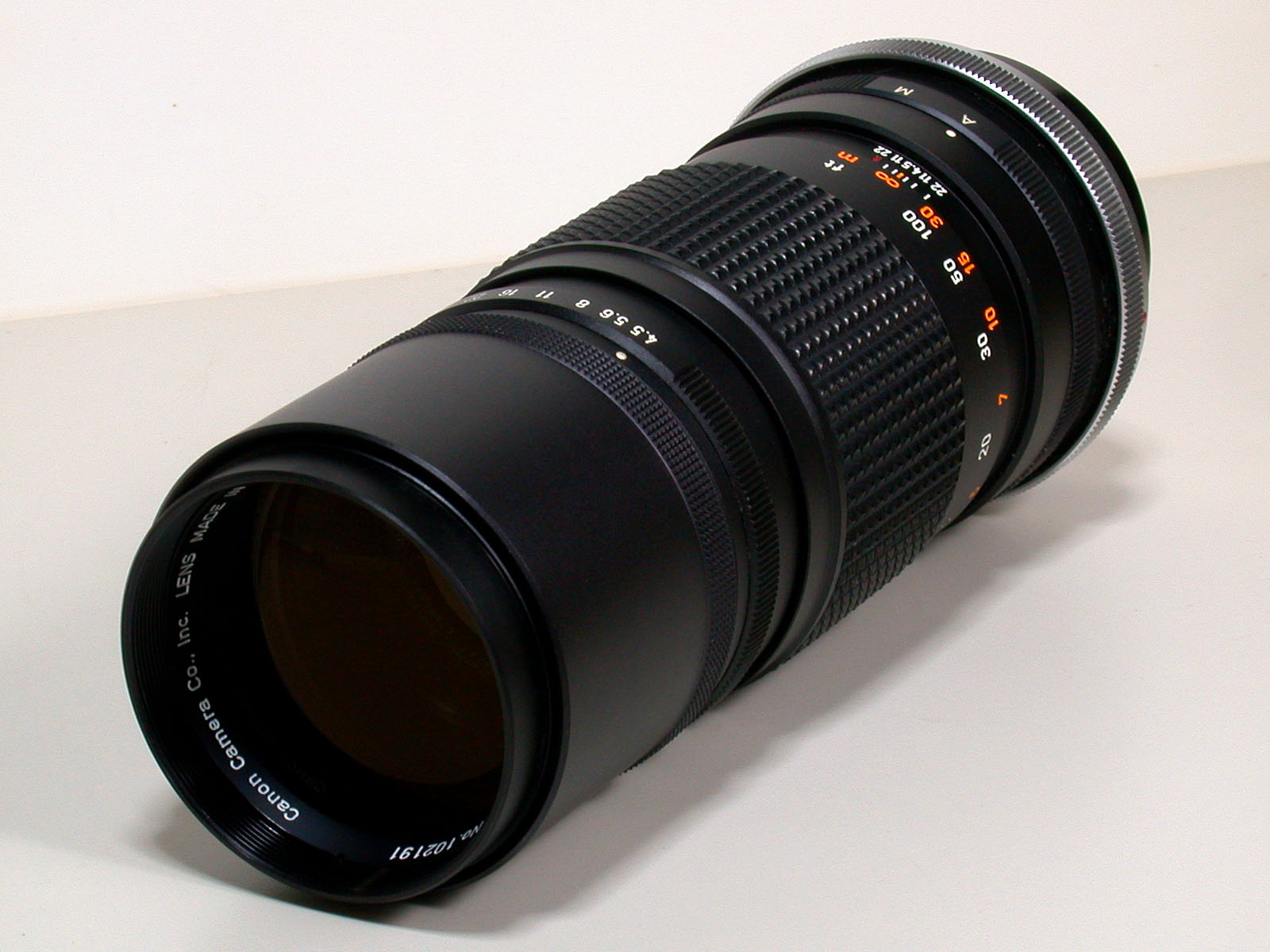
Un objectif FL 200mm f/4.5

| Focale  | Ouverture max. | Macro | Super Spectra Coating (SSC) |
| ------- | -------------- | ----- | --------------------------- |
| 85mm    | 1.8 (1964)     | No    | No                          |
| 100mm   | 3.5 (1964)     | No    | No                          |
| M 100mm | 4 (1969)       | Yes   | No                          |
| 135mm   | 2.5 (1965)     | No    | No                          |
| 135mm   | 3.5 (1966)     | No    | No                          |
| 200mm   | 3.5 I (1964)   | No    | No                          |
| 200mm   | 3.5 II (1966)  | No    | No                          |
| 200mm   | 4.5 (1966)     | No    | No                          |
| 300mm   | 2.8 (1974)     | No    | Yes                         |
| 300mm   | 5.6 (1969)     | No    | No                          |
| 400mm   | 5.6 (1971)     | No    | No                          |
| 500mm   | 5.6 (1969)     | No    | No                          |
| 600mm   | 5.6 (1971)     | No    | No                          |
| 800mm   | 8 (1971)       | No    | No                          |
| 1200mm  | 11 (1972)      | No    | No                          |